# 南兗州 (前秦)
南兗州，中国前秦时设置的州。

## 沿革
前秦建元六年（370年），割兗州之梁郡與豫州之譙郡、沛郡合三郡置南兗州，治梁郡睢陽县（今河南省商丘市睢陽區西南）。辖境相當於今河南省商丘市到安徽省宿州市一帶。
東晉太元九年（384年），佔領南兗州，遂廢州，梁、譙、沛三郡改屬徐州。